# Милан Ђокић (сликар и песник)
Милан Ђокић (Читлук код Крушевца, 22. октобар 1937 — Краљево, 22. фебруар 2018) био је српски сликар, конзерватор, песник и есејиста.

## Биографија
Милан Ђокић је рођен 22. октобра 1937. године у селу Читлук код Крушевца. Основну школу и Гимназију учио је у Подунавцима и Смедереву, а потом у Крушевцу, где је матурирао 1955. године. Управо у Крушевцу почиње да се бави сликарством и поезијом и постаје члан Клуба младих песника и писаца Крушевца. Своје прве песме објавио је у часописима Победа, Студент, Поља (Нови Сад), Улазница (Зрењанин).
Студије сликарства завршио је на Академији ликовних уметности у Београду 1960. године, у класи професора Недељка Гвозденовића. Током студија постао је члан Клуба младих писаца Београда. Годину дана након дипломирања, излагао је на Другом октобарском салону у Београду, и то као његов најмлађи учесник. Ђокић је 1962. године магистрирао на Академији, такође у класи професора Недељка Гвозденовића, након чега је посао члан Удружења ликовних уметника Србије.
Радио је у више наврата на конзервацији живописа манастира Дечани у периоду од 1959. до 1963. године. На Пролећној изложби у Београду 1971. године награђен је првом наградом УЛУС-а. Наредне, 1972. године након више година рада у Београду, прелази у Краљево и почиње да ради у Заводу за заштиту споменика културе, где остаје до пензионисања.
Као конзерватор у краљевачком Заводу радио је на многим црквама, међу којима се издвајају: црква у Јаначковом Пољу, Враћевшница, фреске и фрагменти цркве у Дежеви, Доња испосница Св. Саве у Студеници, фреске у манастиру Никоље и иконостас Цркве Вазнесења Господњег у Чачку. Поред рада у Заводу, Ђокић је активно учествовао и у ликовном животу Краљева. Излагао је на изложбама Удружења ликовних уметника Западног Поморавља, Удружења ликовних уметника Владислав Маржик, на Пролећном салону Народног музеја, али и на Октобарском салону у Београду. Поред ових изложби, Ђокић је у периоду од 1954. до 1992. године имао и 23 самосталне изложбе. Самостално је излагао у Крушевцу, Београду, Краљеву, Чачку, Смедереву, Земуну, Нишу, Врњачкој Бањи и Александровцу.
Милан Ђокић је био и члан Књижевног клуба Багдала у Крушевцу, а у истоименом часопису које је овај књижевни клуб покренуо објављивао је радове из ликовне есејистике. Багдала је издала и његову прву књигу песама Седми трубач 1990. године. Другу књигу његових песама, Господ над војскама објавила је краљевачка Повеља 1997. године. Са Повељом је Ђокић успоставио и дугогодишњу сарадњу, редовно објављујући своје радове из ликовне есејистике и поезију. Ђокић је био и члан Књижевног клуба Краљево, који је објавио збирку песама Потез (2005), роман Ветрометине звон (2008), књигу изабраних и нових песама Ине светлости (2011) и књигу ранијих песама Скрајнут пут (2017). Ђокићеве песме су објављене и у неколико антологија: Дечанска звона, Крушевачка розета и Српска поетска плетеница. Био је и члан хаику клуба Ненад Бургић из Краљева, који је Ђокића уврстио у свој зборник хаику поезије Између два даха и антологију Грана која маше.
Ђокићева кућа у краљевачкој Пљакиној улици била је и отворени атеље, један од центара уметничког живота у граду. Када је 1. фебруара 2017. године у овој кући букнуо пожар, у ватри је страдала Ђокићева библиотека, као и 50 слика овог уметника. Сам уметник је био лакше повређен. Милан Ђокић је преминуо наредне године, 22. фебруара 2018. године у Краљеву. Сахрањен је у свом родном селу Читлук код Крушевца. Иза њега су остали недовршени роман о Априлском рату и књига хаику поезије Дах цветне баште.

## Књиге
- Седми трубач (1990)
- Господ над војскама (1997)
- Потез (2005)
- Ветрометине звон (2008)
- Ине светлости (2011)
- Скрајнут пут (2017)

#### Недовршена дела
- Дах цветне баште
- роман о Априлском рату

## Галерија
- Дан и ноћ (1973)
- Под сенком девојака у цвету (1982)
- Композиција са античким мотивом (1985)
- Додир (1986)
- Композиција по вертикали (1986)
- Путници бескраја (1987)
- Сликарев сан (1989)